# Helmut Dantine
Helmut Dantine (eigentlich Helmut Guttmann; * 7. Oktober 1918 in Wien, Österreich-Ungarn; † 2. Mai 1982 in Beverly Hills) war ein US-amerikanischer Schauspieler und Filmproduzent.

## Leben
Helmuts Vater Alfred Guttmann war in leitender Stellung für die Österreichischen Bundesbahnen tätig. Nach der Matura schrieb sich Helmut Guttmann am 8. Oktober 1936 an der privaten Konsularakademie Wien ein, die eine internationale Hörerschaft auf den konsularischen und diplomatischen Dienst vorbereitete. Seinem Mithörer Otto Eiselsberg sollte er lebenslang freundschaftlich verbunden bleiben. Laut Eiselsberg war Helmut „der brillanteste Kollege [des] Jahrgangs“.
Direkt nach dem Anschluss Österreichs wurde er wegen Beteiligung am Widerstand festgenommen und im Polizeigefängnis Roßauer Lände inhaftiert.  Nur aufgrund von Beziehungen und vermittels eines ärztlichen Attests wurde er nach dreimonatiger Haft im Juni 1938 entlassen. Er emigrierte noch im Juli 1938 in die USA, wo er bei einem Onkel in Los Angeles unterkam und die University of California besuchte. Während sein Vater in Österreich starb, überstand seine Mutter den Krieg und übersiedelte 1960 nach Kalifornien.
Jimmy Roosevelt, Vizepräsident von Metro-Goldwyn-Mayer und ein Sohn des US-Präsidenten Franklin D. Roosevelt, ermöglichte Helmut Dantine im Juni 1939 Besuche am Set zu The Real Glory mit Gary Cooper. Begeistert von den Eindrücken meldete er sich zur Aufnahmeprüfung an der Schauspielschule Pasadena Playhouse. Weniger als zehn Prozent der Bewerber wurden aufgenommen, darunter Helmut Dantine. 1940 unterschrieb er einen Vertrag bei Warner Brothers. Er wurde häufig in kleineren Rollen besetzt, hauptsächlich als Deutscher, darunter wiederum meist als Nazi. Der finanzielle Durchbruch gelang ihm bereits zwei Jahre später. 1943 nahm er die US-amerikanische Staatsbürgerschaft an und wurde zur Armee eingezogen.
Nach Kriegsende beteiligte sich Helmut Dantine an einer Vereinigung österreichischer Künstler in Hollywood, die zum Wiederaufbau des Wiener Kunst- und Theaterlebens beitragen wollten. Beteiligt waren Kollegen wie Hedy Lamarr, Rose Stradner, Paul Henreid, Walter Reisch und Fritz Kortner. Im Herbst 1945 sicherten sie dem Wiener Stadtrat für Kultur Viktor Matejka Unterstützung zu, von Lebensmittelpaketen bis hin zu Spenden für den Wiederaufbau von Burgtheater und Opernhaus.
In den 1960er und 1970er Jahren zog sich Helmut Dantine vom Schauspielfach zurück, wechselte zur Filmproduktion und verwaltete das Vermögen der Familie Schenck. Später arbeitete er für Robert L. Lippert Productions, dann als Präsident von Hand Enterprises.

## Familie
Helmut Dantine war dreimal verheiratet. Die erste Ehe mit einer Mitschülerin am Pasadena Playhouse, Gwen Anderson, wurde bereits 1943 geschieden. Von 1947 bis 1950 war er mit
Charlene S. Wrightsman (1927–1963) verheiratet, Tochter des Öl-Millionärs Charles B. Wrightsman; der Ehe entstammte ein Sohn. Die dritte Ehe schloss er mit Nicola Schenck (* 1934), der Tochter von Loew’s-Vorstandschef Nicholas Schenck und Nichte von Joseph M. Schenck (20th Century Fox). Gemeinsam bekamen sie drei Töchter. Nicola arbeitete unter dem Bühnennamen Niki Dantine. Diese Ehe wurde 1971 geschieden.
Helmut Dantine starb 1982 an den Folgen eines Herzinfarkts und wurde auf dem Westwood Village Memorial Park Cemetery beigesetzt.

## Filmografie (Auswahl)
- 1940: Escape
- 1942: Sein oder Nichtsein (To Be or Not to Be)
- 1942: Mrs. Miniver
- 1942: The Pied Piper
- 1942: Sabotageauftrag Berlin (Desperate Journey)
- 1942: Die Flotte bricht durch (The Navy Comes Through)
- 1942: Casablanca
- 1943: Aufstand in Trollness (Edge of Darkness)
- 1943: Botschafter in Moskau (Mission to Moscow)
- 1943: Die Wacht am Rhein (Watch on the Rhine)
- 1943: Blutiger Schnee (Northern Pursuit)
- 1944: Fahrkarte nach Marseille (Passage to Marseille)
- 1944: Hollywood-Kantine (Hollywood Canteen)
- 1945: Hotel Berlin
- 1947: Whispering City
- 1951–1952: Shadow of the Cloak (Fernsehserie, 35 Folgen)
- 1953: Madame macht Geschichte(n) (Call Me Madam)
- 1956: Alexander der Große (Alexander the Great)
- 1956: Krieg und Frieden (War and Peace)
- 1957: The Story of Mankind
- 1958: Sturm im Osten (La tempesta)
- 1965: Gauner gegen Gauner (The Rogues; Fernsehserie, eine Folge)
- 1965: Geheimaktion Crossbow (Operation Crossbow)
- 1974: Bring mir den Kopf von Alfredo Garcia (Bring Me the Head of Alfredo Garcia)
- 1975: Die Wilby-Verschwörung (The Wilby Conspiracy)
- 1975: Die Killer-Elite (The Killer Elite)
- 1979: Das Geheimnis der eisernen Maske (The 5th Musketeer)